# スワンプマン
スワンプマン（Swampman）とは、1987年にアメリカの哲学者ドナルド・デイヴィッドソンが考案した思考実験。思考などの心の状態や発話の内容を主体がその時とっている内的な状態だけでなく、来歴にも依存するものとして捉える彼の理論への可能な反論として提唱された。ルース・ミリカンの目的論的意味論などの同じく歴史主義的・外在主義的な志向性や内容の理論への反例としても論じられる。スワンプマンとは「沼 (Swamp) 」の「男 (man) 」という意味の英語。

## 思考実験の詳細
ある男がハイキングに出かける。道中、この男は不運にも沼のそばで、突然雷に打たれて死んでしまう。その時、もうひとつ別の雷が、すぐそばの沼へと落ちた。なんという偶然か、この落雷は沼の汚泥と化学反応を引き起こし、死んだ男と全く同一、同質形状の生成物を生み出してしまう。
この落雷によって生まれた新しい存在のことを、スワンプマン（沼男）と言う。スワンプマンは原子レベルで、死ぬ直前の男と全く同一の構造を呈しており、見かけも全く同一である。もちろん脳の状態（落雷によって死んだ男の生前の脳の状態）も完全なるコピーであることから、記憶も知識も全く同一であるように見える。沼を後にしたスワンプマンは、死ぬ直前の男の姿でスタスタと街に帰っていく。そして死んだ男がかつて住んでいた部屋のドアを開け、死んだ男の家族に電話をし、死んだ男が読んでいた本の続きを読みふけりながら、眠りにつく。そして翌朝、死んだ男が通っていた職場へと出勤していく。

## 関連文献
- 水本正晴 「スワンプマン論法と物理主義」 科学哲学 2004年 37巻 1号 p.43-59, doi:10.4216/jpssj.37.43
- 前田高弘 「スワンプマンにさよならする」 科学哲学 1999年 32巻 1号 p.67-81, doi:10.4216/jpssj.32.67
- 前田高弘 「スワンプマンを抱きしめて」 第36回科学哲学大会ワークショップ発表「心の哲学とスワンプマン論争」 2001年